# Tramway de Piatigorsk
Le tramway de Piatigorsk est le réseau de tramways de la ville de Piatigorsk, en Russie. Le réseau est composé de huit lignes. Il a été officiellement mis en service le 1er septembre 1903.

## Réseau actuel

### Aperçu général
Le réseau compte actuellement 8 lignes :
| Route | Termini                          | Carte |
| ----- | -------------------------------- | ----- |
| 1.    | Колхозная площадь — Мясокомбинат |       |
| 2.    | 5-й переулок — Белая Ромашка     |       |
| 3.    | Скачки — ул. Георгиевская        |       |
| 4.    | Белая Ромашка — ул. Георгиевская |       |
| 5.    | 5-й переулок — ул. Георгиевская  |       |
| 6.    | Скачки — Белая Ромашка           |       |
| 7.    | Колхозная пл. — мкр. Бештау      |       |
| 8.    | мкр. Бештау — Георгиевская ул.   |       |